# ムルズク
ムルズク（Murzuk）は、リビア南西部のフェザーン地方中央のムルズク県の県都。
2011年の人口は約1.3万人だった。
オアシス都市である。
ムルズクは大砂丘地帯であるムルズク砂漠の北端に位置する。ムルズクはオアシスを中心に広がり、古くからサハラの南北を行き来するキャラバンが立ち寄る交易都市として栄えた。1310年に建設された砦は、現在では廃墟となっているものの600年にわたってこの地方の政治の中心であった。1578年にはオスマン帝国がムルズクを占領し、この地をフェザーンの首都とした。オスマン帝国はここに駐屯地を置いたものの、実質的にはフェザーンのスルタンがオスマン宗主権下のもとで実権を握っていた。オスマン帝国は1912年にこの地をイタリア王国に割譲し、1914年にはイタリアの統治下に入った。その頃にはサハラ交易は衰退し、1970年には人口は7000人となっていた。
19世紀初期、ムルズクはイギリスの探検隊がチャド湖や伝説の都トンブクトゥを発見するための前進基地となった。